# Le Breuil-Bernard

Le Breuil-Bernard este o comună în departamentul Deux-Sèvres, Franța. În 2009 avea o populație de 466 de locuitori.